# Escamilla
Escamilla es un municipio y localidad española perteneciente a la provincia de Guadalajara, en la comunidad autónoma de Castilla-La Mancha. El término municipal, que forma parte de la comarca tradicional de La Alcarria, cuenta con una población de 65 habitantes (INE 2024).

## Símbolos

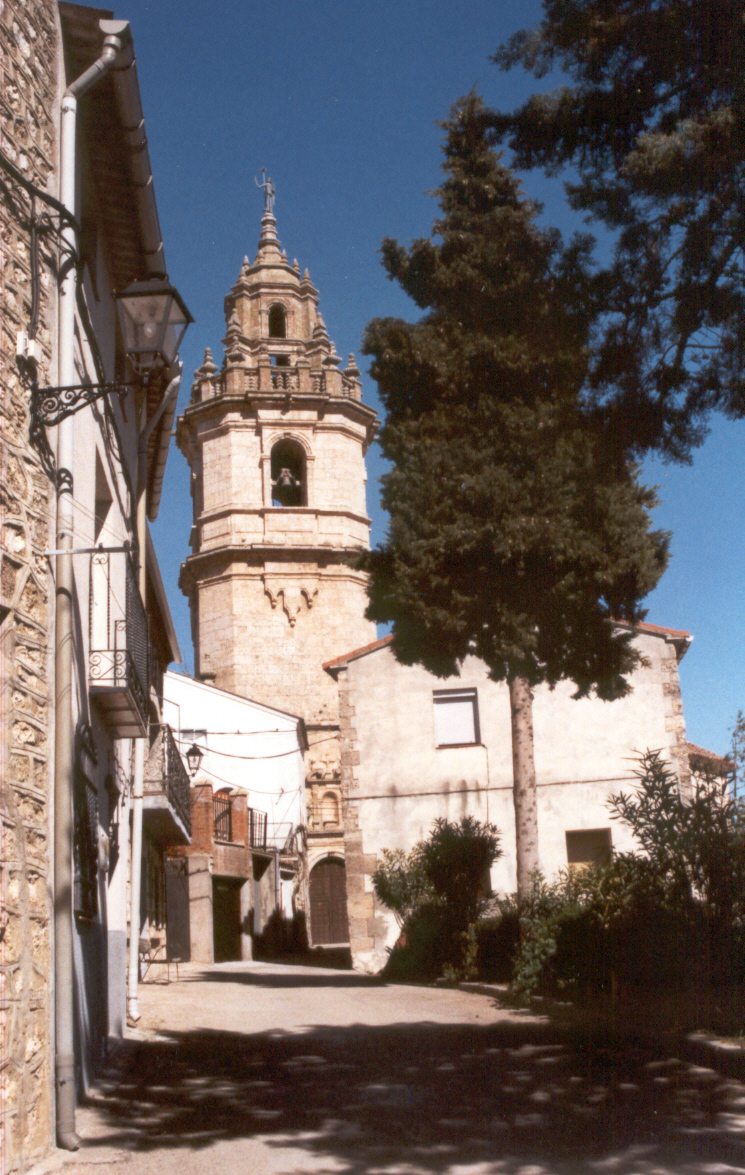
Vista de la torre de la iglesia de la Purificación. En el blasón del escudo figura la torre de la iglesia como motivo heráldico.

El escudo heráldico que representa al municipio fue aprobado oficialmente el 28 de abril de 1988 con el siguiente blasón:

Escudo español, en campo azur, torre de la iglesia con campanario de oro sumada de una veleta del mismo metal, al timbre la corona real cerrada.
Diario Oficial de Castilla-La Mancha nº 22 de 15 de mayo de 1998

## Geografía
La localidad está situada a una altitud de 1020 m  sobre el nivel del mar. El término municipal tiene 39,27 km² y  limita con el municipio de Peralveche al norte, Salmerón y la provincia de Cuenca al este, Pareja al oeste y Millana al sur. Integra ahora el antiguo término municipal de Torronteras, ubicado al noroeste, ahora despoblado.
| Noroeste: Pareja  | Norte: Peralveche | Noreste: Peralveche     |
| Oeste: Pareja     |                   | Este: Salmerón          |
| Suroeste: Millana | Sur: Millana      | Sureste: Salmeroncillos |

El arroyo de Escamilla drena el término municipal hacia la cuenca del río Guadiela, al sur. El punto culminante del término es el Villar, con 1102 m s. n. m., ubicado a algo más de 2 km al norte de la villa, mientras que el punto más bajo se encuentra hacia el sur, a unos 800 m s. n. m. Gran parte del término municipal presenta una forma de cubeta elevada que rodea a la propia villa. Los principales arroyos que drenan el término municipal son el arroyo de la Hoz al noroeste, el de Valdeladehesa al sur y el de Escamilla, el más importante, hacia el sureste. El manantial más importante es la Fuente de las Navazas, al suroeste de la población.

## Historia
A mediados del siglo XIX, la villa tenía contabilizada una población de 573 habitantes. Aparece descrita en el decimotercer volumen del Diccionario geográfico-estadístico-histórico de España y sus posesiones de Ultramar de Pascual Madoz de la siguiente manera:

ESCAMILLA: v. con ayunt. en la prov. de Guadalajara (10 leg.), part. jud. de Sacedon (3), aud. terr. de Madrid (18), c. g. de Castilla la Nueva, dióc. de Cuenca (11). sit. en un collado con buena ventilacion y clima sano; tiene 149 casas; escuela de instruccion primaria concurrida por 48 alumnos, á cargo de un maestro dotado con 1,600 rs.; una fuente de aguas salobres; una igl. parr. (La Purificacion de Ntra. Sra.) servida por un cura y un sacristan: confina el térm. con los de Torronteras, Millana, Peralveche y Casasana; dentro de él se encuentran hasta 10 fuentes y las ermitas de San Roque y Ntra. Sra. de los Remedios: el terreno es escabroso y de mediana calidad; comprende algunos trozos de monte; caminos, los que dirigen á los pueblos limítrofes, en regular estado: correo, se recibe y despacha en la estafeta de Alcocer: prod.: trigo, aceite, vino, cáñamo, leñas de combustible y buenos pastos, con los que se mantiene ganado lanar y vacuno: ind.: la agrícola y molinos de aceite: comercio, esportacion del sobrante de frutos e importacion de los artículos que faltan. pobl.: 146 vec. 573 alm. cap. imp.: 191,350 rs.: contr.. 15,595.
(Madoz, 1849, p. 608)

## Comunicaciones
Escamilla se comunica con el resto de la provincia a través de la carretera GU-971 entre Millana al sur y Pareja al noroeste. Por ambas poblaciones se puede llegar a Sacedón, a cuyo antiguo partido judicial pertenecía Escamilla. A su vez, en Sacedón, puede tomarse la carretera nacional Cuenca-Guadalajara-Albacete (N-320) que comunica a estas ciudades.

## Demografía
Escamilla cuenta con una población de 65 habitantes (INE 2024).
| Gráfica de evolución demográfica de Escamilla entre 1842 y 2021 |
| |
| Población de derecho según los censos de población del INE Población de hecho según los censos de población del INEEntre el censo de 1970 y el anterior, crece el término del municipio porque incorpora a Torronteras |

Escamilla fue una población importante a mediados del siglo XX, cuando el desarrollo del cultivo del espliego le dio cierta importancia económica. El abandono del mismo por diversos motivos ocasionó una época de decadencia, cuyas huellas aún visibles pueden constatarse en las ruinas de la destilería (para la fabricación de la lavanda) y en el centro de acopio del espliego, ubicado a unos 100 m hacia el sur de la villa. Esta decadencia aceleró el proceso de emigración y la despoblación resultante. En 1960 aún contaba con 591 habitantes, población que disminuyó a 353 según el censo de 1970 y a algo más de 100 personas en el 2000. En 2005 y según cálculos de Félix Guerrero Villalba, residente de la villa, el número de habitantes permanentes de la villa apenas llegaba a unas 40 personas.
| 1996        | 1998        | 1999        | 2000        | 2001        | 2002        | 2003        | 2004        | 2005        | 2006        |
| ----------- | ----------- | ----------- | ----------- | ----------- | ----------- | ----------- | ----------- | ----------- | ----------- |
| 146 (66-80) | 132 (57-75) | 129 (54-75) | 127 (54-73) | 118 (50-68) | 110 (43-67) | 107 (44-63) | 105 (43-62) | 108 (47-61) | 108 (49-59) |

| 2007        | 2008        | 2009       | 2010       | 2011       | 2012       |
| ----------- | ----------- | ---------- | ---------- | ---------- | ---------- |
| 105 (51-54) | 102 (50-52) | 91 (47-44) | 93 (49-44) | 89 (45-44) | 80 (41-39) |

- En la tabla anterior se indica la población de Escamilla según los datos del padrón municipal del Instituto Nacional de Estadística ([9]). No se dispone de los datos correspondientes a 1997.
- Entre paréntesis se indica el número de habitantes según sexo (varones y mujeres)
- Los datos corresponden a una población de una edad promedio elevada, en la que salvo algunas excepciones, predominan las mujeres por su superior esperanza de vida.
- A partir del año 2009 se invierte la tendencia del predominio de la población masculina lo que podría deberse, bien a cierto repunte de la natalidad en la que siempre suele predominar el sexo masculino (como nos lo confirman los censos provinciales de población o, lo que es más probable, a una mayor emigración de las mujeres jóvenes hacia las ciudades más importantes como lo ha establecido un estudio de E. G. Ravenstein en su trabajo sobre las Leyes de las migraciones al referirse al éxodo rural ([10]).

## Patrimonio histórico-artístico

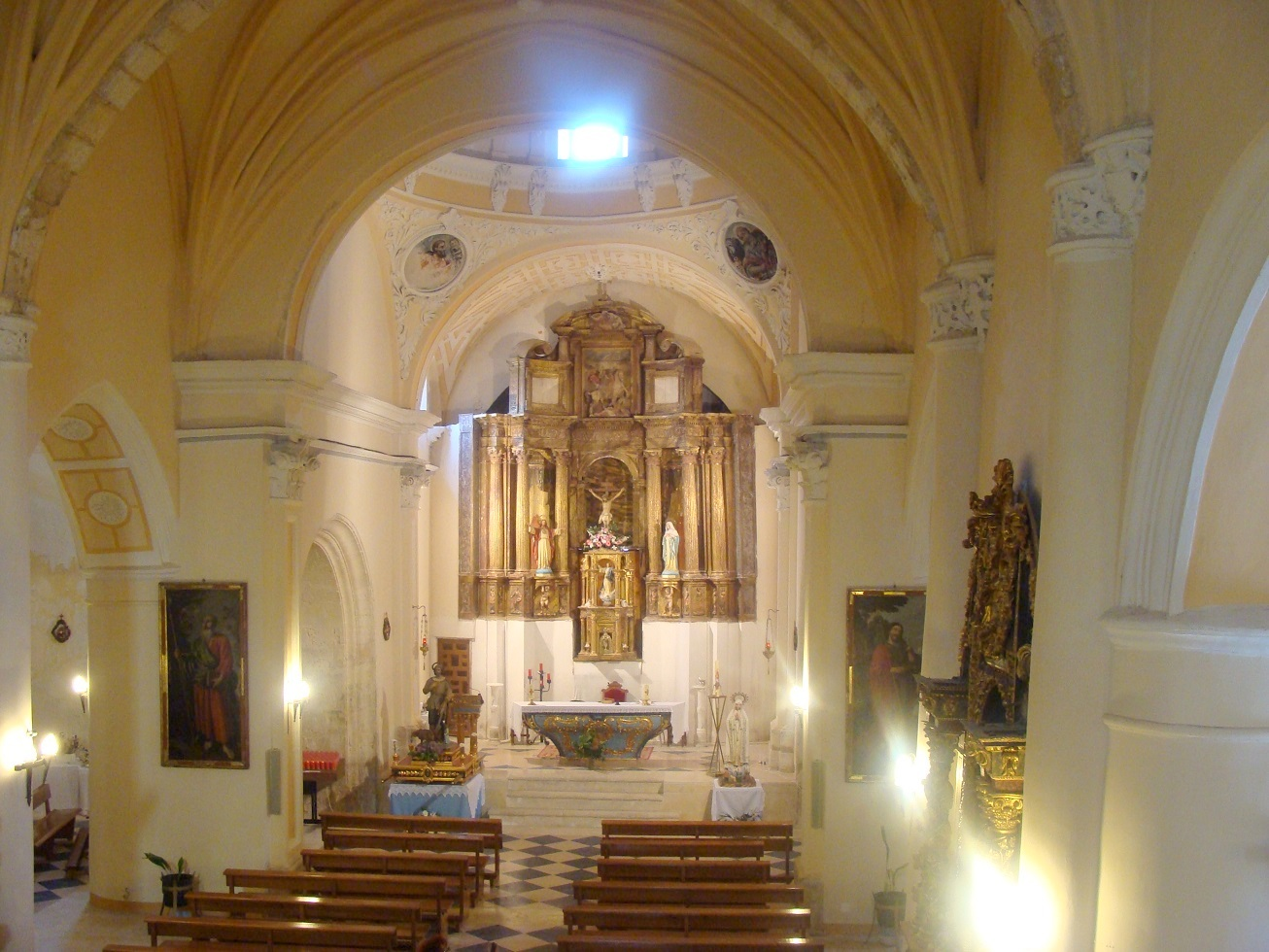
Nave central con el altar mayor de la iglesia parroquial de Nuestra Señora de la Purificación

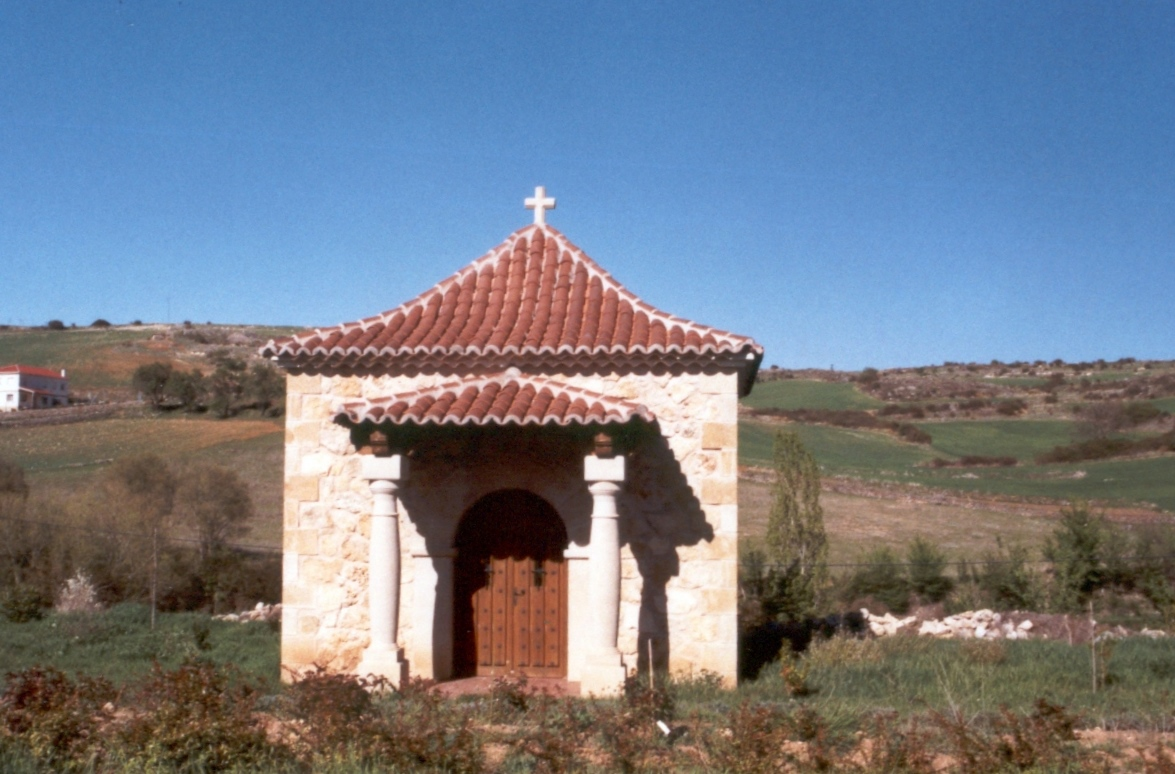
Ermita de San Cristóbal al sureste de la población

- Castillo y murallas de Escamilla. Datan del siglo IX. El castillo fue reconstruido y adaptado como palacio gótico en el siglo XV.
- Palacio de los Antelos. Data del siglo XV.
- Iglesia parroquial de Nuestra Señora de la Purificación.[5] De arquitectura neoclásica de los siglos XV, XVI, XVII y XVIII con una torre barroca de cuatro cuerpos, cuya construcción terminó en 1774 y que está coronada por una giralda. Consta de tres naves, más alta la central que las laterales, con una bóveda de crucería con cuatro gruesos pilares cilíndricos rematados en capiteles historiados. Constituye un monumento declarado como Bien de Interés Cultural de la provincia de Guadalajara el 2 de febrero de 1979.

## Fiestas patronales
Las fiestas son el tercer domingo de septiembre. Fiesta del Cristo del Amor.